# In the Nightside Eclipse
In the Nightside Eclipse är det norska black metal-bandet Emperors debutalbum, utgivet 1994 av skivbolaget Candlelight Records. Albumet utgavs som LP, kassett, CD och bild-LP.

## Låtlista
| Nr | Titel                               | Längd |
| -- | ----------------------------------- | ----- |
| 1. | Intro                               | 0:51  |
| 2. | Into the Infinity of Thoughts       | 8:15  |
| 3. | The Burning Shadows of Silence      | 5:36  |
| 4. | Cosmic Keys to My Creations & Times | 6:06  |
| 5. | Beyond the Great Vast Forest        | 6:01  |
| 6. | Towards the Pantheon                | 5:57  |
| 7. | The Majesty of the Night Sky        | 4:54  |
| 8. | I Am the Black Wizards              | 6:01  |
| 9. | Inno a Satana                       | 4:48  |

| 1.           | Intro/Into the Infinity of Thoughts | 9:06  |
| 2.           | The Burning Shadows of Silence      | 5:35  |
| 3.           | Cosmic Keys to My Creations & Times | 6:06  |
| 4.           | Beyond the Great Vast Forest        | 6:00  |
| 5.           | Towards the Pantheon                | 5:58  |
| 6.           | The Majesty of the Nightsky         | 4:53  |
| 7.           | I Am the Black Wizards              | 6:00  |
| 8.           | Inno a Satana                       | 4:48  |
| 9.           | A Fine Day to Die (Bathory-cover)   | 8:28  |
| 10.          | Gypsy (Mercyful Fate-cover)         | 2:57  |
| Total längd: | Total längd:                        | 59:51 |

- Text: Samoth (spår 2, 3, 5, 6), Ihsahn (spår 3, 6, 7, 9), Mortiis (spår 4, 8)
- Musik: Samoth (spår 2–6, 8, 9), Ihsahn (spår 2–9)

## Medverkande
Emperor
- Ihsahn (Vegard Tveitan) – sång, gitarr, keyboard
- Samoth (Tomas Haugen) – gitarr
- Tchort (Terje Vik Schei) – basgitarr
- Faust (Bård Eithun) – trummor

Gästmusiker (på 1998-utgåvan)
- Charmand Grimloch (Joachim Rygg) – keyboard (spår 10)
- Trym (Kai Johnny Mosaker) – trummor (spår 9, 10)
- Alver (Jonas Alver) – basgitarr (spår 9, 10)

Produktion
- Emperor – producent, mastering
- Pytten (Eirik Hundvin) – producent, ljudmix
- Tim Turan – mastering
- Necrolord (Kristian Wåhlin) – omslagsdesign, omslagskonst
- Johan Brun – foto
- Vámosi Tamás – foto
- Marco Depalno – foto